# Pawłowo-na-Niewie
Pawłowo-na-Niewie (ros. Павлово-на-Неве) – stacja kolejowa w miejscowości Pawłowo, w rejonie kirowskim, w obwodzie leningradzkim, w Rosji. Położona jest na linii z petersburskiego Dworca Ładoskiego do Gor.